# Sebastián Saja
Diego Sebastián Saja (Brandsen, 5 de junho de 1979) é um técnico e ex-futebolista argentino que atuou como goleiro. Conquistou notoriedade por fazer diversos gols de pênalti. Atualmente é treinador de goleiros do Inter Miami.

## Carreira
Iniciou sua carreira profissional como goleiro atuando pelo San Lorenzo clube pelo qual teve suas primeiras conquistas profissionais e pelo qual marcou diversos gols de pênalti. Passou por clubes da Europa e do México.
Na temporada de 2007 transferiu-se do San Lorenzo para o Grêmio, sendo recebido no aeroporto de Porto Alegre por cerca de 500 torcedores do clube. No clube, foi campeão gaúcho de e vice-campeão da Copa Libertadores.
Em 3 de novembro de 2007, em jogo contra o Figueirense no Estádio Olímpico Monumental (1-2), tornou-se o primeiro goleiro da história do Grêmio a marcar um gol em partidas oficiais. O tento ocorreu em uma cobrança de pênalti aos 40 minutos do primeiro tempo. Mas, no mesmo jogo, Saja teve a infelicidade de falhar em um dos gols do time catarinense e ainda terminou a partida com uma contusão que o deixou sem jogar por alguns meses. Apenas em março de 2008 ele voltou aos treinos.
Após uma complicada negociação entre Grêmio e San Lorenzo, Saja voltou ao seu clube de origem. No primeiro semestre de 2008, se desvinculou do clube argentino, e em julho acertou com o AEK Atenas,titular do time Grego, foi escolhido duas vezes o melhor goleiro do campeonato Grego.
Em Julho de 2011 acertou sua volta a Argentina aos 32 anos para atuar pelo Racing Club de Avellaneda.
Em agosto de 2016, acertou com o Gimnàstic.
Em 10 de junho de 2017, despediu-se do futebol, como jogador, em um amistoso entre Real Zaragoza e Tenerife. Na sua despedida, tomou um gol do meio do campo. Sua equipe (Zaragoza) perdeu por 2 x 1.
Em dezembro de 2017, Saja foi anunciado como novo treinador do Guarani, do Paraguai, para a disputa da Copa Libertadores da América de 2018.

## Títulos
San Lorenzo
- Campeonato Argentino: (Clausura): 2001
- Copa Mercosul: 2001
- Copa Sul-Americana: 2002

Grêmio
- Campeonato Gaúcho: 2007

AEK Atenas
- Copa da Grécia: 2010–11

Racing Club
- Campeonato Argentino: 2014